# Gry Bay
Gry Wernberg Bay (* 15. August 1974 in Frederiksberg, Kopenhagen) ist eine dänische Schauspielerin und Sängerin. In Deutschland wurde sie hauptsächlich durch ihre Rollen in der Serie Dr. Monika Lindt – Kinderärztin, Geliebte, Mutter sowie dem Film All About Anna (2005) bekannt.

## Leben
Bay hat Drama an der Universität Kopenhagen studiert und ihre Diplomarbeit über William Shakespeare geschrieben. Sie erzielte ihren durchschlagenden Erfolg mit einer wiederkehrenden Rolle in der deutschen RTL-Serie Dr. Monika Lindt – Kinderärztin, Geliebte, Mutter. Im dänischen Filmgeschäft bekam Bay ihre erste Rolle in der Hiphop-Komödie Slim Slam Slum, für die sie außerdem mehrere Lieder komponierte.
Landesweit bekannt wurde sie durch ihre Titelrolle in der erotischen Komödie All About Anna, die von Zentropa und Innocent Pictures produziert wurde. Seitdem hat sie unter anderem in den Spielfilmen Betonherzen und Grønne Hjerter mitgewirkt.
In den 1990ern hat sie in Musicals wie West Side Story, Grease, Guys And Dolls, Crazy for You und Me And My Girl mitgespielt und am Theater von Nørrebro hatte sie die Rolle der „Brooke Ashton“ in Michael Frayns Komödie Noises Off. Außerdem war sie Sängerin in der Band Crispy (auch XPY genannt) und als Mitglied der amerikanischen Band Kid Creole and the Coconuts tourte sie um die Welt.
Im Oktober 2003 wählten die Leser des Magazins M! Gry Bay unter die 100 sexiesten Frauen der Welt. Im Juli 2004 wählten die Leser des Männermagazins FHM sie unter die 100 sexiesten Frauen der Welt.

## Filmografie (Auswahl)
- 1996: Dr. Monika Lindt – Kinderärztin, Geliebte, Mutter (TV)
- 1998: Hosenflattern (TV)
- 2002: Slim Slam Slum
- 2003: Last Exit
- 2004: Tro, had og kærlighed (TV)
- 2005: All About Anna
- 2005: Betonherzen
- 2006: Grønne hjerter
- 2006: Emmalou
- 2009: København
- 2012: Little Big Boy
- 2014: Outside the Season